# 요크데일 버스 터미널
요크데일 버스 터미널(Yorkdale Bus Terminal)은 캐나다 온타리오주 토론토에 광역버스와 시외버스 터미널로, 캐나다에서 네 번째로 가장 큰 요크데일 쇼핑 센터가 바로 근처에 있으며 토론토 지하철의 1호선 영-유니버시티 지하철역인 요크데일역과 선상 터널로 이어져있다.
요크데일 버스 터미널은 1977년 3월에 온타리오 주 교통통신부 장관이였던 제임스 스노우가 착공을 발표했으며 이후 같은 해인 1977년 말에 완공될 예정이었다.
버스 터미널은 토론토 북쪽의 전신 지자체였던 노스요크에 토론토 주요 간선 도로인 알렌 로드와 401번 고속도로의 분기점에 위치해있으며, 이 지리적 이점으로 토론토 동쪽과 서쪽으로 가는 GO 트랜싯 승객들과 인근 지역으로 시외버스를 이용하는 온타리오 노스랜드 승객들이 이 곳에서 버스를 탈 수 있게 되었다. 다만 터미널 바로 위에 오피스 빌딩이 자리 잡고 있고 높이 제한이 있기 때문에 GO 트랜싯의 이층 버스는 요크데일 터미널에서 운행이 불가능한 상황이다.

## 시설
이 터미널은 직원이 상주하는 터미널로, 매표소는 평일 오전 5시 30분부터 오후 8시 40분까지, 주말에는 평일 오전 7시 10분부터 오후 8시 40분까지 개장한다. 이 터미널에는 대합실, 화장실, 공중전화가 있으며, 휠체어 및 교통약자 승객들도 버스를 이용할 수 있다.

## 운행 버스
요크데일 버스 터미널에서 운행하는 버스 노선은 아래와 같다.

### GO 트랜싯
| 노선 | 노선                | 노선                     | 종점                 | 종점     | 종점                                         | 경유지 | 기준일          | 비고 |
| ---- | ------------------- | ------------------------ | -------------------- | -------- | -------------------------------------------- | --- | --------------- | ---- |
| 19   | 미시소가 / 노스요크 | Mississauga / North York | 스퀘어원 쇼핑센터    | ↔        | 핀치 버스 터미널                             | - 토론토 방면: 영 / 셰퍼드 (셰퍼드-영역) · 핀치 버스 터미널 - 미시소가 방면: 401번 / 킬 · 렌포스역 · 딕시역 · 스퀘어원 쇼핑센터 | 2023년 4월 8일  |      |
| 27   | 밀턴 / 노스요크     | Milton / North York      | 밀턴역               | → AM     | 핀치 버스 터미널                             | 영 / 셰퍼드 (셰퍼드-영역) · 핀치 버스 터미널 | 2023년 6월 24일 |      |
| 27A  | 밀턴 / 노스요크     | Milton / North York      | 밀턴역               | ↔ PM     | 핀치 버스 터미널                             | - 토론토 방면: 영 / 셰퍼드 (셰퍼드-영역) · 핀치 버스 터미널 - 밀턴 방면: 킬 / 401번 · 파이낸셜 / 신텍스 · 에린밀스 / 터너밸리 · 메도우베일역 · 메도우베일 타운 센터 · 데리 / 9번 · 데리 / 톰슨 · 밀턴역                                                                 | 2023년 6월 24일 |      |
| 27F  | 밀턴 / 노스요크     | Milton / North York      | 메도우베일역         | ↔        | 핀치 버스 터미널                             | - 토론토 방면: 영 / 셰퍼드 (셰퍼드-영역) · 핀치 버스 터미널 - 미시소가 방면: 킬 / 401번 · 파이낸셜 / 신텍스 · 에린밀스 / 터너밸리 · 메도우베일역 | 2023년 6월 24일 |      |
| 33   | 궬프 / 노스요크     | Guelph / North York      | 궬프 대학교          | ↔        | 요크밀스 버스 터미널                         | - 토론토 방면: 요크밀스 버스 터미널 - 궬프 방면: 킬 / 401번 · 휴론타리오 / 407번 · 쇼퍼스 월드 브램턴 · 브램턴 시내 터미널 · 보베이어드 / 휴론타리오 · 마운트플레전트역 · 궬프 / 킹 · 조지타운역 · 메인 / 크로스 · 액튼역 · 알마 / 잉커맨 · 궬프 센트럴역 · 궬프 대학교 | 2023년 6월 24일 |      |
| 33A  | 궬프 / 노스요크     | Guelph / North York      | 브램턴 시내 터미널   | ↔        | 요크밀스 버스 터미널                         | - 토론토 방면: 요크밀스 버스 터미널 - 브램턴 방면: 킬 / 401번 · 휴론타리오 / 407번 · 쇼퍼스 월드 브램턴 · 브램턴 시내 터미널 | 2023년 6월 24일 |      |
| 33B  | 궬프 / 노스요크     | Guelph / North York      | 마운트플레전트역     | ↔        | 요크밀스 버스 터미널                         | - 토론토 방면: 요크밀스 버스 터미널 - 브램턴 방면: 킬 / 401번 · 휴론타리오 / 407번 · 쇼퍼스 월드 브램턴 · 브램턴 시내 터미널 · 보베이어드 / 휴론타리오 · 마운트플레전트역                                                                                               | 2023년 6월 24일 |      |
| 33E  | 궬프 / 노스요크     | Guelph / North York      | 조지타운역           | → AM← PM | 요크밀스 버스 터미널                         | - 토론토 방면: 요크밀스 버스 터미널 - 조지타운 방면: 킬 / 401번 · 휴론타리오 / 407번 · 쇼퍼스 월드 브램턴 · 브램턴 시내 터미널 · 보베이어드 / 휴론타리오 · 마운트플레전트역 · 궬프 / 킹 · 조지타운역                                                                    | 2023년 6월 24일 |      |
| 36B  | 브램턴 / 노스요크   | Brampton / North York    | 브래멀리 터미널      | ↔        | 요크밀스 시내버스 터미널                     | - 토론토 방면: 요크밀스 버스 터미널 - 브램턴 방면: 킬 / 401번 · 브래멀리역 · 브래멀리 터미널 | 2023년 6월 24일 |      |
| 92   | 오샤와 / 요크데일   | Oshawa / Yorkdale        | 요크데일 버스 터미널 | ↔        | 오샤와역                                     | 요크밀스 버스 터미널 · 스카버러센터 버스 터미널 · 킹스턴 / 포트유니언 · 킹스턴 / 페어포트 · 킹스턴 / 글레내나 · 킹스턴 / 하우드 · 던다스 / 브록 · 던다스 / 식슨 · 센터 / 에이솔 · 오샤와역                                                                              | 2022년 9월 3일  |      |
| 92A  | 오샤와 / 요크데일   | Oshawa / Yorkdale        | 요크데일 버스 터미널 | → PM← AM | 던다스 / 412번 고속도로 환승 주차장 (휘트비) | 요크밀스 버스 터미널 · 스카버러센터 버스 터미널 · 킹스턴 / 포트유니언 · 킹스턴 / 페어포트 · 킹스턴 / 글레내나 · 킹스턴 / 하우드 · 던다스 / 412번 | 2022년 9월 3일  |      |
| 94   | 피커링 / 미시소가   | Pickering / Mississauga  | 스퀘어원 쇼핑센터    | ↔        | 피커링역                                     | - 피커링 방면: 영 / 포인츠 (셰퍼드-영역) · 스카버러센터 버스 터미널 · 피커링역 - 미시소가 방면: 킬 / 401번 · 토론토 피어슨 국제공항 제1터미널 · 렌포스역 · 딕시역 · 스퀘어원 쇼핑센터                                                                                   | 2023년 6월 24일 |      |

### 온타리오 노스랜드
- 요크데일 - 배리 - 오릴리아 - 워셔고 - 그레이븐허스트 - 브레이스브릿지 - 포트시드니 - 헌츠빌 - 노바 - 노스베이
- 요크데일 - 배리 - 오릴리아 - 콜드워터 - 포트세번 - 맥티어 - 패리사운드 - 푸앵토바릴 - 서드베리

### 메가버스
- 요크데일 - 포트호프 - 트렌턴 - 벨빌 - 내패니 - 킹스턴 버스 터미널 - 퀸스 대학교

## 같이 보기
- 요크데일역